# Маков, Николай Иванович
Николай Иванович Маков (1900—1966) — ленинградский поэт и литературный работник. Писал также под псевдонимами М. Николаев, С. Николаев, Н. Старов. Главную тему творчества поэта составляла сатира в духе движения рабкоров, юмористические стихи и стихотворения для детей, наряду с не очень многочисленными, но проникновенными лирическими стихами.

## Биография

### Семья
- Дед — Григорий Иванович Маков (1832/33 — ?), на службе с 6 сентября 1848 года, писцом, в 1875 году — надворный советник Государственного контрольного департамента военных отчётов[1];
- отец — Маков Иван Григорьевич (1869—1920), канцелярский чиновник Санкт-Петербургской (Петроградской[2]) контрольной палаты[3][4], коллежский секретарь[5][6], кавалер Ордена Святого Станислава 3-й степени[7];
- мать — Макова Агния Захаровна[8]; (1870—1937), при советской власти работница на фабрике «Красная нить»[9];
- сёстры:
  - Нина (ранее 1896—(?)1941-1942), по перв. мужу Скурат (граф, Борис Николаевич, репрессирован в 1918 году, расстрелян большевиками) — погибла со вторым мужем, Михаилом Михайловичем Лопатиным во время Ленинградской блокады);
  - Зинаида (09.06.1896[5]—1979) (муж — Иван Борисович Курленков, специалист в области паровозостроения, преподавал в Ленинградском Политехническом—Индустриальном институте);
- супруга — Надежда Михайловна Сорокина (Макова) 1904—1982;

### Годы
- 1900 год — родился в Санкт-Петербурге, 24 октября ст.ст. (6 ноября н.ст.) 1900 года.
- 1909 год — пишет своё первое стихотворение (по личному воспоминанию дочери Людмилы).
- 1912 год — окончил начальное училище в Санкт-Петербурге.
- 1916 год — окончил высшее начальное училище в Петрограде.
- 1917 год — по семейной легенде, принимал участие в революционных событиях — дежурил с винтовкой у Зимнего дворца.
- 1916 —1918 годы — счетовод Петроградской контрольной палаты (в ведении Государственного контролера)[10]. Семья, кроме Николая и Зинаиды, опасаясь репрессий от большевиков к отцу за его социальное происхождение (дворянин), уезжает в город Лебедянь. Затем, из-за голода в Петрограде, в город Лебедянь, к семье, уезжает Николай. Поступает на работу секретарём в Уездный комитет деревенской бедноты («Комбед»).
- 1918 — 1921 годы — работает литсотрудником газеты «Лебедянская правда» в городе Лебедянь. В специальном выпуске этой газеты 10 ноября 1919 года вышло его первое печатное стихотворение «На помощь», призывающее крестьян оказать помощь голодающим Москвы и Петрограда. Знакомство и женитьба на Маковой (в девичестве — Сорокиной) Надежде Михайловне.
- 1920 год — по политическим мотивам ненадолго арестован отец, Иван Григорьевич, в холодное время года. Выпущен из-под ареста без верхней одежды. Вернувшись в семью, заболел, и вскоре умер. Мать поэта, похоронив мужа в Лебедяни, вместе с дочерью Ниной уезжает в Петроград.
- 1921 год — в городе Лебедяни у Николая и Надежды рождается сын Виктор. Возвращение в Петроград.
- 1922 — 1923 годы — член редколлегии многотиражного издания «Трамвайщик» Петроградского трамвайного парка № 4 имени Смирнова, работает кондуктором-контролёром. По рекомендации комсорга организации Михаила Левитина[11] вступает в комсомол. Увольняется из трампарка, и, после окончания литературной учёбы в кружке «Резец» у Ильи Садофьева, становится профессиональным поэтом.
- 1924 — 1927 годы — работает литсотрудником в редакции «Красной газеты» в Ленинграде. Печатается в журнале «Резец», во всех приложениях к «Красной газете», уделяя большое внимание сатире, в духе рабкоровского движения в СССР.
- 1926 год — принят во Всероссийский союз писателей в Ленинграде, членский билет № 52 подписан председателем ленинградского Правления Фёдором Сологубом[12].
- 1928 — 1931 годы — литработник эстрадной секции Драмсоюза, затем, с 1929—1930 г., ВСЕРОСКОМДРАМа в Ленинграде[13];.
- 1932 год — в Ленинграде у Николая и Надежды рождается дочь Людмила.
- 1928 — 1935 годы — внештатный сотрудник юмористического отдела редакции журналов «Ленинградский металлист» и «Ленинградские текстиля»[14][15] при Дворце труда в Ленинграде. Совместно с Владимиром Соловьёвым, под редакцией Михаила Козакова, выпускает в журнале «Ленинградский металлист» юмористическую страничку. Работает совместно с Михаилом Козаковым и в журнале «Ленинградские текстиля».
- 1928 — 1936 годы — совместная работа в области малых форм с Михаилом Ефремовичем Левитиным, ленинградским сатириком, также сотрудничавшем в «Красной газете» и в журнале «Бегемот»[11].
- 1936 — 1941 годы — по радио передаются стихи, под ред. т. Фролова, в том числе песни, написанные на текст Макова Н. И. композиторами Волошиновым и Черневским. Работает инспектором-ревизором Ленинградского индустриального института.
- 1942 год — эвакуация из Ленинграда с диагнозом «дистрофия». Позже из Ленинграда эвакуируется семья: Виктор, Людмила, жена Надежда Михайловна и её мать Надежда Николаевна Иншакова (в дев. Неронова, по перв. мужу Сорокина). Встречаются в городе Барабинске, оттуда все вместе отправляются в город Барнаул.
- 1942 — 1944 годы — состоит в Литературном объединении Алтайского Края при Крайкоме комсомола в Барнауле[16][17], создавая стихи для самодеятельности и агитбригад.
- 1944 год — осенью в Ленинград возвращается сын Виктор. Позже (в том же году) в Ленинград возвращаются сам Н. И. Маков с супругой, оба завербовавшись в 16-й Строительный трест для восстановления города, его дочь Людмила и жена сына Виктора Мария.
- 1945 — 1953 годы — ревизор ВФК (ведомственного финансового контроля)—ФЗО, РЖУ в Ленинграде.
- 1954 — 1959 годы — литературный работник в Ленинграде, публикуется в газетах и журналах, в сборниках, издаёт в Лениздате в 1957 году книгу стихов для детей «Забавные истории» с иллюстрациями известного художника-графика Нины Носкович, созданными в совместном творческом процессе. Согласно воспоминаниям дочери поэта Людмилы, Нина Алексеевна приходила к Николаю Ивановичу в его коммунальную квартиру на Васильевском острове для консультаций. Также, Людмила говорила о сотрудничестве своего отца с композитором Виталием Васильевичем Запольским[18][19].
- 1959 — 1966 годы — на пенсии, занимается литературной работой, консультирует начинающих авторов, публикуется в ленинградских газетах, в частности, продолжая «рабкоровскую» сатирическую линию на «злобу дня», а также в журналах, в том числе, всесоюзных, выходящих массовыми тиражами, его произведения часто исполняются по радио[20], пишет для завода «Электроаппарат» «Песню электроаппаратовцев»[21], работает над составлением сборников своих стихов, пишет воспоминания, публикует стихи для детей.
- Умер в 1966 году, похоронен на Богословском кладбище Ленинграда.

## Произведения писателя

### Опубликованные
- Маков, Николай Иванович. Забавные истории / иллюстрации Нины Носкович. — Ленинград: Лениздат, 1957. — (стихи для детей). — 25 000 экз.[22][23][24][25];
- Сотни стихов для детей, эпиграмм, сатирических и публицистических стихов, опубликованных с 1926 по 1965 годы в периодической печати и в сборниках:
  - в газетах: «Красная газета», «Вечерний Ленинград», «Волховская правда» (№ 74 (7023), пятница 14.04.1961, с.1, стихотв. «Чудо века», посв. Юрию Гагарину, № 56 (7343), воскресенье 02.09.1962, с.4, стихотв. «В грозу»)), «Смена» (28.02.1961), «Строительный рабочий», (№ 23 (981) от 18.03.1961), «Ленинградский трамвай» (01.04.1961) и других;
  - в журналах-приложениях к «Красной газете»: «Бегемот», «Кипяток», «Красные ребята», «Литературная неделя», «Ревизор»[26], «Резец»,
  - в журналах:
    - «Нева» (1957, № 8; 1958, № 3,7; 1959, № 7, рис. М. Беломлинского и Ф. Нелюбина; 1961, № 6; 1962, № 1; 1964, № 1,3; 1965, № 1, рис. А. Хлебова[27]; 1965, № 9, рис. В. Гальба[28][29]),
    - «Советская женщина» (1962, № 7, 11),
    - «Советский цирк» (1958, № 8, тир. 68.000 экз.; 1960, № 10, тир. 46.600 экз.),
    - «Крылья Родины» (1960, № 7, тир. 40.000 экз.),
    - «Семья и школа» (1965, № 6, тир. 1.118.400 (770.001 — 1.118.400),
    - «Здоровье» (1957, № 8, тир. 300.000 экз.),
    - «Советский Красный крест» (1960, № 3, рис. Б. Лео, тир. 61.882 экз.; 1962, № 6, тир. 93.310 экз.; 1963, № 4, тир. 103.458; 1964, № 5, тир. 126.761 экз.),
    - и др.;

  - в сборниках:
    - «Октябрьские всходы: Рабкоровская поэзия» / под редакцией Ильи Ивановича Садофьева. — Ленинград: Гос. изд-во, 1925 (обл. 1926). — 135 с.[30][31]
    - Бюллетень худ. самодеят-ти (статьи и репертуар) / Редколлегия: В. Дикарёв, А. Котовщикова, В. Милосердов, засл. арт. Респ. П. Полевой. — Краевой Дом народного творчества. — Барнаул: тип. изд-ва "Алтайская правда" (АГ 06559, 321-500), ? (1942-1944).
    - Бюллетень худ. самодеят-ти (статьи и репертуар) / Редколлегия: В. Дикарёв, А. Котовщикова, В. Милосердов, засл. арт. Респ. П. Полевой. — Краевой Дом народного творчества. — Барнаул: тип. изд-ва "Алтайская правда" (31051, 657), ? (1942-1944).
    - Произведения для худ. самодеят-ти и агитбригад / Составитель В. Дикарёв, отв. ред. А. Романов. — Барнаул: тип. изд-ва "Алтайская правда" (АГ13797, 1892-450), 1943. — 85 с.;
    - «Весёлая эстрада». В помощь самодеятельности пионеров и школьников. Стихи, рассказы, сказки, пьесы, песни / Редколлегия: Е. Верейская, М. Дубянская, В. Макарова, М. Туберовский (составитель), Н. А. Ходза. — Ленинград: Государственное издательство детской литературы Министерства просвещения РСФСР, 1956. — 336 с. — 30,000 экз.
    - Методическое пособие в помощь школьным медицинским работникам в проведении внеклассной санитарно-просветительной работы / под редакцией Е. Ф. Чеботарёвой,  составители И. Д. Энтина и Н. Я. Голандская. — Ленинград: Ленинградский городской дом санитарного просвещения, 1959. — 25 с.
    - «У моря студёного», Магаданского книжного изд-ва, г. Магадан (1962, кн.6; 1963, кн.8; 1964, кн.10,11);
- Стихотворение «Жонглёр». Ruscircus.ru, «В мире цирка и эстрады». Дата обращения: 20 марта 2012.

### Неопубликованные
- «Частушки», 1931[32];
- «Поют столбы, шуршат провода» (заметки читателя), 1948[33];
- Сборники стихов «Шуточные строчки», «Сатира», Ленинград, 1961;
- Сборники стихов «Басни, шутки», «Уходящее в прошлое», Ленинград;
- Сборник стихов «Сучки и задоринки», Ленинград;
- «Время и слова» (содержит короткие рассказы воспоминаний: «Комбеды», «Смычка», «Дистрофия», «У. Д. П.», «Шроты»), Ленинград, 1963[34]
- «Дети октября» («Штрихи воспоминаний»), Ленинград, 1965[34];
- «Культурная жизнь на Алтае в годы Великой Отечественной войны», Ленинград, 1965 (?)[34].

## Иллюстраторы произведений
- Носкович, Нина Алексеевна (книга «Забавные истории», 1957);
- Серов А. («фотокомикс» к стихотворению про Мишу в газете «Вечерний Ленинград», 1957);
- Беломлинский, Михаил Самуилович и Нелюбин Ф. (журнал «Нева», 1959, № 7, стихотв. «Книжки и детишки»);
- Гальба (Гальберштадт), Владимир Александрович (журнал «Нева», 1965, № 9, с.211, стихотв. «Веская причина»[28]);
- Гарибян С. (рис. к стихотв. «Беспризорные вокзалы» в «Ленинградской правде»);
- Зверев Н. (илл. к сатирическим стихам в газетах);
- Лео (Лившиц) Б. (журнал «Советский Красный крест», 1960, № 3, стихотв. «Птичкин и его привычки»);
- Селиванов В. (стихотв. «В обратном порядке» в газете);
- Хлебов А. (журнал «Нева», 1965, № 1, стихотв. «Птичкин и его привычки»)[27];
- анонимные художники (не указанные в публикациях в газетах и журналах);